# تجربة NA60

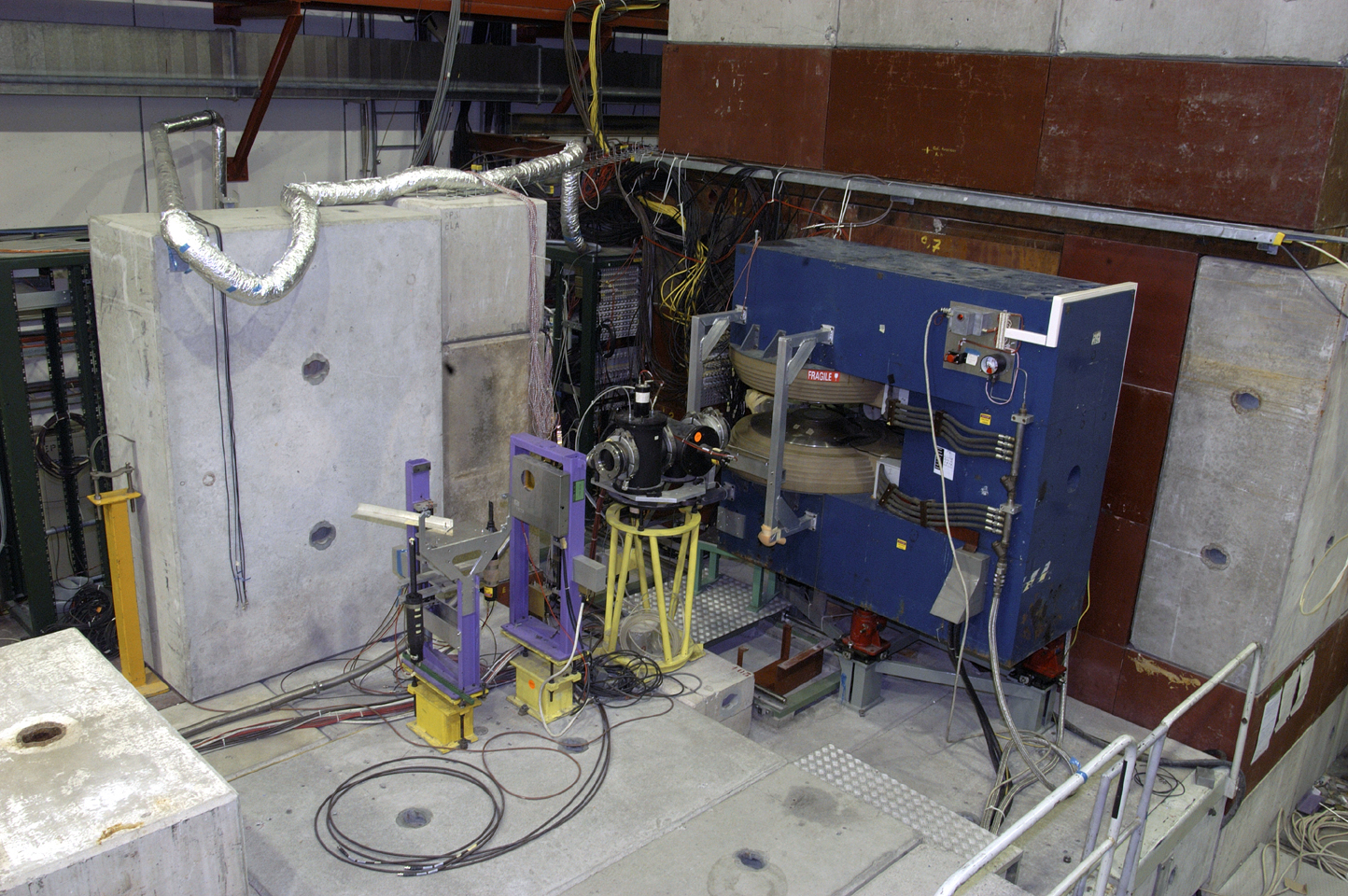

تجربة NA60 إحدى تجارب الطاقات العالية للأيونات الثقيلة على المسرع الأكبر للبروتونات في معمل سيرن. تدرس التحفيز الخفي والإنتاج الهائل لحزمة البروتونات والأيونات الثقيلة.
اقترحت هذه التجربة في 7مارس من عام 2000 وتم قبولها 15 حزيران عام 2000 وبدأت العمل أكتوبر 2001 إلى 15 نوفمبر 2004، كان المتحدث الرسمي عنها جاتلوكا أوساي.

## وصلات خارجية
- NA60 website
- SPIRE entry
- Grey Book entry